# Frédéric Desenclos
Frédéric Desenclos (* 1961) ist ein französischer Organist.
Desenclos ist ein Sohn des Komponisten Alfred Desenclos. Er studierte Orgel bei Gaston Litaize und André Isoir sowie Komposition und Musikgeschichte am Conservatoire de Paris. Er gewann Preise bei der European Organ Competition in Bolton (1992) und der Internationale Orgel Konkurrence in Odense (1994). Er wirkt als Organist an der Chapelle Royale in Versailles und musikalischer Berater des Centre de Musique Baroque der Stadt. Außerdem ist er Professor für Orgel an der École normale de musique in Orsay und am Konservatorium von Versailles.
Desenclos ist vor allem als Interpret des französischen barocken Repertoires (u. a. Marc-Antoine Charpentier, Nicolas de Grigny) bekannt. Er trat bei Konzerten in Frankreich, Spanien, den Niederlanden, Belgien u. a. auf und spielte mehrere Alben ein.

## Diskografie
- Johann Sebastian Bach – Das Wohltemperierte Klavier, 2004
- Henry Du Mont: Grands motets Pour La Chapelle de Louis XIV au Louvre, 2005
- Marc-Antoine Charpentier – Méditations pour le Carême, 2006
- Daniel Daniélis – Caeleste convivum
- Marc-Antoine Charpentier: Motets pour le Grand Dauphin, 2008